# Пятковский, Уолт
Уолтер «Уолт» Пятковский-младший (англ. Walter "Walt" Piatkowski, Jr.; родился 11 июня 1945 года, Толидо, штат Огайо, США) — американский профессиональный баскетболист, играл в Американской баскетбольной ассоциации, отыгравший три неполных из девяти сезонов её существования.

## Ранние годы
Уолт Пятковский родился 11 июня 1945 года в городе Толидо (штат Огайо), там он учился в средней школе Вудворд, в которой играл за местную баскетбольную команду.